# 森郁夫 (考古学者)
森 郁夫（もり いくお、1938年2月25日 - 2013年5月30日）は、日本の考古学者、帝塚山大学名誉教授。

## 生涯
國學院大學文学部史学科卒業。帝塚山大学教養学部教授、人文学部教授、1998年「日本古代寺院造営の研究」で國學院大歴史学博士、帝塚山大考古学研究所所長・附属博物館館長。2010年定年退任、名誉教授。
2013年5月30日に胃がんのため死去。75歳没。

## 著書
- かわらのロマン 古代からのメッセージ 毎日新聞社 1980年10月
- 瓦と古代寺院 六興出版 1983年9月 (ロッコウブックス)
- 瓦 ニュー・サイエンス社 1986年1月 (考古学ライブラリー)
- 日本の古代瓦 雄山閣出版 1991年11月 (考古学選書)
- 瓦と古代寺院 続 六興出版 1991年
- 東大寺の瓦工 臨川書店 1994年8月 (臨川選書)　
  - 吉川弘文館「読みなおす日本史」2024年8月　ISBN　9784642076760
- 奈良 1,300 years ago 光文社文庫 1996年3月
- 平安 1,200 years ago 光文社文庫 1996年10月
- 日本古代寺院造営の研究 法政大学出版局 1998年2月
- 瓦 法政大学出版局 2001年6月 (ものと人間の文化史)
- 日本古代寺院造営の諸問題 雄山閣 2009年12月
- 一瓦一説 瓦からみる日本古代史 淡交社 2014年7月

## 共編著
- 日本歴史考古学を学ぶ 坂詰秀一共編 1983-86 (有斐閣選書)
- 日韓の瓦 金誠亀共著 梁淙鉉訳 帝塚山大学出版会 2008年3月 (帝塚山大学出版会叢書)
- 平城京を歩く 奈良朝の面影を求めて 甲斐弓子共著 淡交社 2010年3月

## 記念論集
- 瓦衣千年 森郁夫先生還暦記念論文集刊行会 1999年11月

## 参考
- 森郁夫教授略歴 (森郁夫教授退職記念号) 「帝塚山大学大学院人文科学研究科紀要」12, 51-63, 2010-3